# Ghidul Michelin

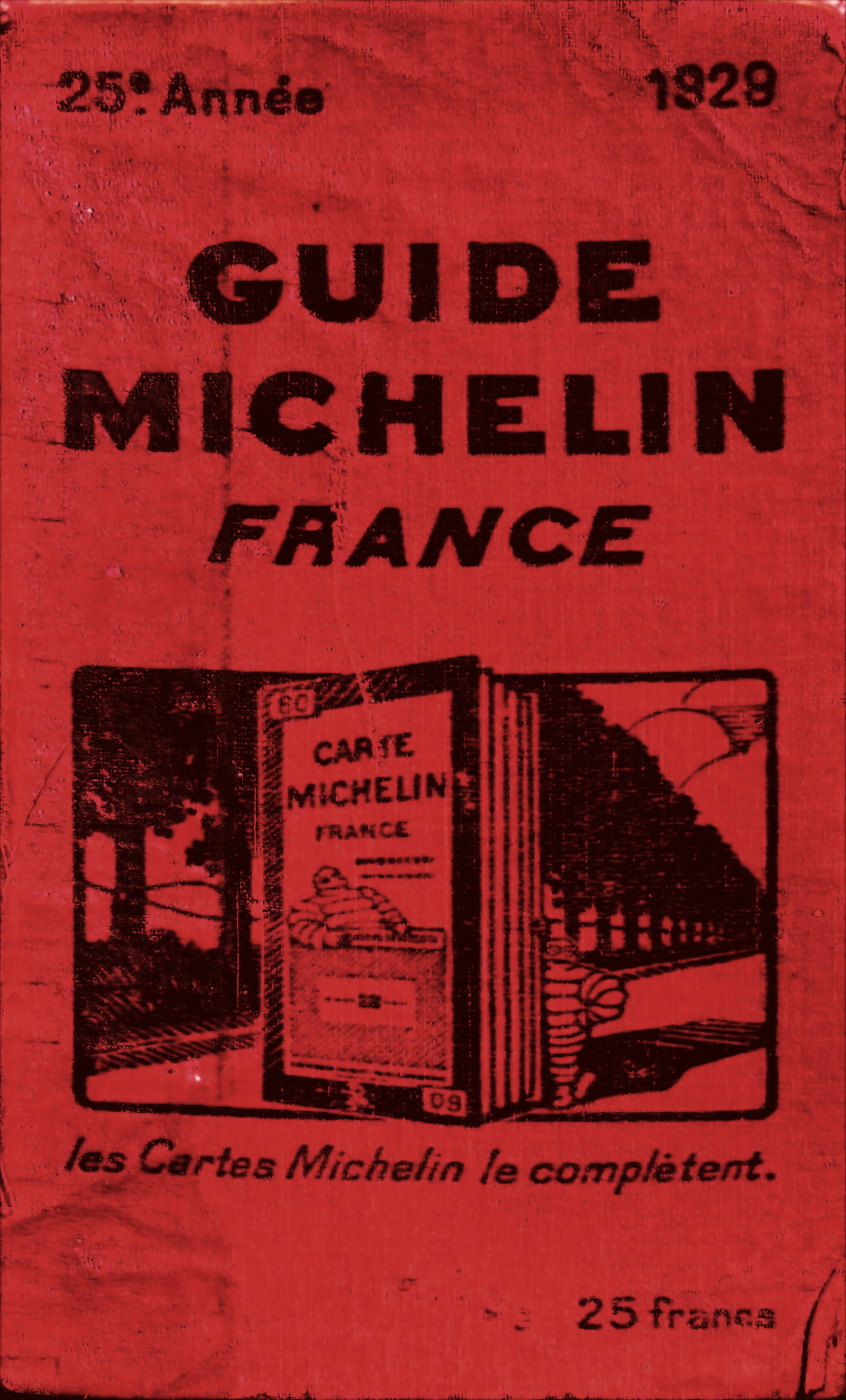
Coperta Ghidului Michelin din 1929

Ghidul Michelin (Guide Michelin, [ɡid miʃ.lɛ̃]) este un almanah publicat la începutul secolului al XX-lea de către compania producătoare de anvelope Michelin. Termenul se referă la Ghidul Roșu Michelin (cel mai vechi și mai bine cunoscut ghid al hotelurilor și restaurantelor din Europa, fiind și cel care acordă celebrele „stele Michelin”. 
Michelin publică, de asemenea, Ghidul Verde pentru drumeții și turism, precum și mai multe publicații noi, cum ar fi Guide Voyageur Pratique (pentru călătorii independenți), Guide Gourmand  (cu cele mai bune locații culinare), Guide Escapade (pentru ieșiri scurte) și Guide Coup de Coeur (hoteluri de calitate).!

## Istoric

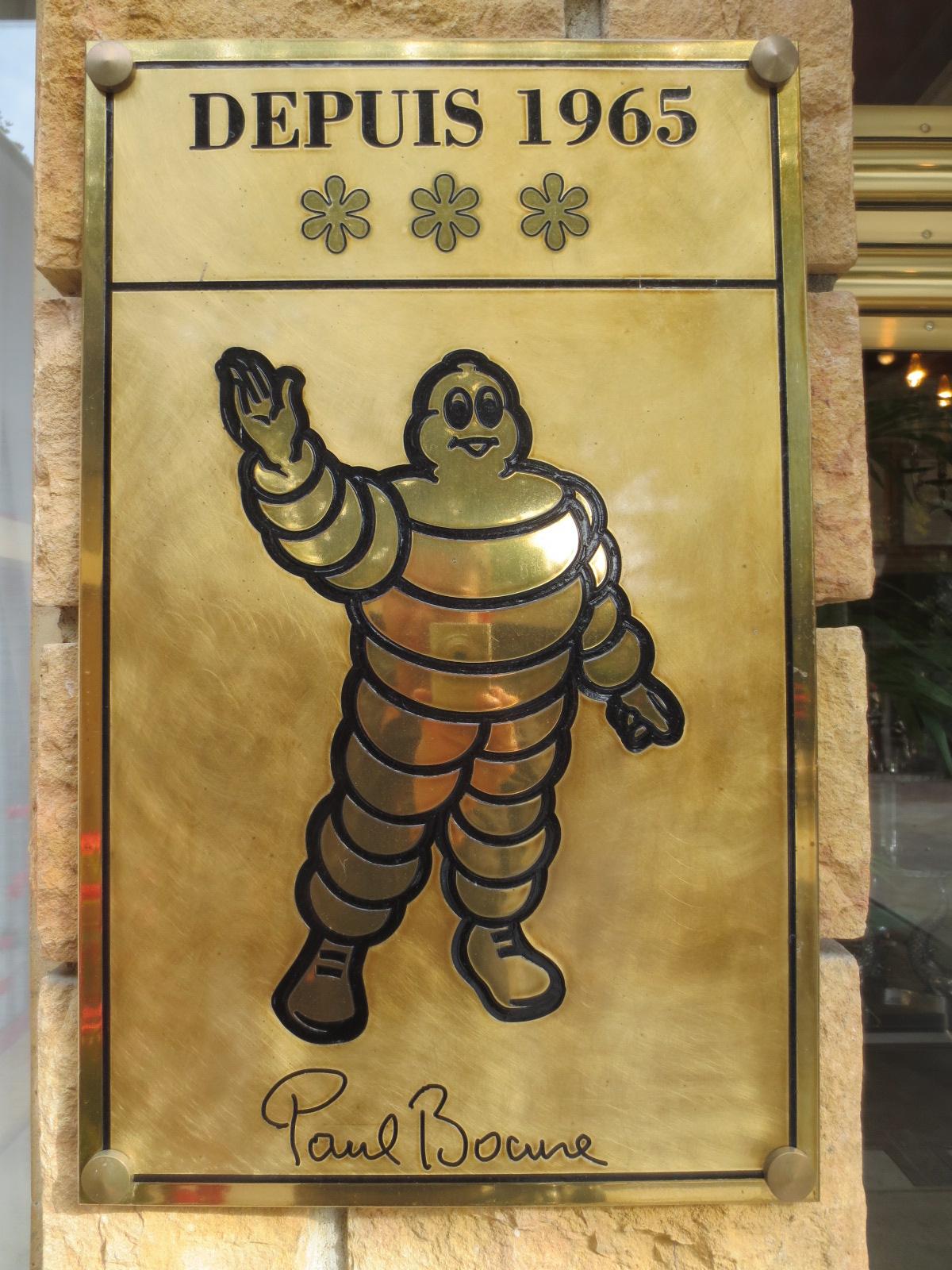
Placheta Michelin la restaurantul Paul Bocuse din Lyon, care obține din anul 1965 în fiecare an trei stele.

André și Édouard Michelin au publicat prima ediție a ghidului în 1900 pentru a ajuta șoferii să-și întrețină mașinile, să găsească cazare decentă și mănâncă bine în timpul călătoriilor prin Franța. Acesta a inclus adresele stațiilor de alimentare, mecanici și dealerii de anvelope, împreună cu prețurile locale pentru combustibil, anvelope și reparații auto.
Ghidul a fost distribuit gratuit de la 1900 pâna in 1920, cu toate acestea, într-un final, frații Michelin au început tarifeze ghidul. Ghidul a început să indice restaurante remarcabile prin marcarea lor în 1926, iar din 1930 întocmește liste cu o stea, două și trei stele pentru cele mai apreciate restaurante.
Treptat, ghiduri suplimentare au fost introduse pentru alte țări europene. Până în 2010, opt Ghiduri Roșii au fost publicate pentru țări ca Franța, Germania, Olanda, Belgia cu Luxemburg, Italia, Spania și Portugalia, Elveția și Marea Britanie cu Irlanda.